# Новинское (Приволжский район)
Новинское — село в Приволжском районе Ивановской области, входит в состав Ингарского сельского поселения.

## География
Расположено в 10 км на юг от райцентра города Приволжск.

## История
В XVII веке по административно-территориальному делению село входило в Костромской уезд в волость Шухомаш. По церковно-административному делению приход относился к Плесской десятине.  В 1620 году в селе упоминается церковь "св. апостола Ивана Богослова в селе Новом". В 1517/18 году «Деловая Семена и Никифора Дмитриевых детей Пешковых на хлеб стоячий, оставшийся по смерти их матери, в селах Новинском, Якольском и Медведкове: "Се яз, Семен да Микифор, Дмитриевы дети [Семеновича] Пешкова, поделили есмя ся во отца своего вочине и в своем в селе в Новинском да в селе в Яколском, после матери своея живота, хлебом стоячим: мне ся Семену достало в селе в Новинском хлеб в дву полех весь стоячей; а мне ся, Микифору, достало в том же селе в Новинском в третьем поле, отто Кваськова, хлеб стоячей весь. А в третьем есма селе в Медветькове,  во отца своего вочине и в своеи, дати нам хлеб по отца своего душе и по матере своея душе и долг матери своея заплатить ис того ж хлеба..."». В 1560 году село Новинское упоминается в духовной грамоте окольничего Семена Дмитриевича Пешкова Сабурова, где он завещает полтину денег "к Ивану Богослову на Новинское". В 1695 году упоминается церковь "Пресвятыя Троицы да Иоанна Богослова в вотчине думнаго дворянина Ивана Ивановича Щепина в селе Новинском".
Каменная Троицкая церковь с колокольней в селе была построена в 1830 году усердием прихожан. Церковь была обнесена каменной оградой, внутри коей приходское кладбище. Престолов было два: в холодной во имя Живоначальной Троицы, в теплой во имя св. ап. Иоанна Богослова.
В конце XIX — начале XX века село являлось центром Новинской волости Нерехтского уезда Костромской губернии, с 1918 года — Иваново-Вознесенской губернии.
С 1929 года село входило в состав Анненского сельсовета Середского района Ивановской области, с 1946 года — в составе Приволжского района, с 1954 года — в составе Толпыгинского сельсовета, с 1963 года — в составе Фурмановского района, с 1983 года — вновь в составе Приволжского района, с 2005 года — в составе Ингарского сельского поселения.

## Население
| 1872 | 1897 | 1907 | 2002 | 2010 |
| ---- | ---- | ---- | ---- | ---- |
| 240  | ↘205 | ↗300 | ↘4   | ↗8   |

## Достопримечательности
В селе расположена недействующая Церковь Троицы Живоначальной (1830).